# Pelham, Alabama
Pelham är en stad (city) i Shelby County, i delstaten Alabama, USA. Enligt United States Census Bureau har staden en folkmängd på 21 669 invånare (2011) och en landarea på 101 km².